# Lộc Tuyền
Lộc Tuyền (chữ Hán giản thể: 鹿泉区, pinyin: Lùquán Qu) âm Hán Việt: Lộc Tuyền khu) là một quận thuộc địa cấp thị Thạch Gia Trang, tỉnh, Hà Bắc, Cộng hòa Nhân dân Trung Hoa. Nguyên là huyện Hoạch Lộc, năm 1994 nâng cấp thành thành phố cấp huyện và đổi tên thành Lộc Tuyền, năm 2014 chuyển thành quận như hiện nay. Quận này có diện tích 603 km2, dân số 360.000 người. Thời Chiến Quốc có tên là huyện Thạch Ấp, thời nhà Đường đổi tên thành huyện Hoạch Lộc. Quận này nằm ở chân núi Thái Hành Sơn, ở độ cao 100 m trên mực nước biển, khí hậu ôn hòa, nhiệt độ trung bình năm là 13,3 độ C, tháng 1 xuống -2,1 độ C, tháng 7 là 25,9 độ C.